# Korhóbogárfélék
A korhóbogárfélék (Aderidae) a rovarok (Insecta) osztályában a bogarak (Coleoptera) rendjébe, azon belül a mindenevő bogarak (Polyphaga) alrendjébe tartozó család.

## Rendszerezés
A családba az alábbi nemeket sorolják:
- Aderus
- Agacinosia
- Agenjosia
- Anidorus
- Ariotus
- Axylophilus
- Beltranosia
- Candidosia
- Carinatophilus
- Cnopus
- Cobososia
- Dusmetosia
- Elonus
- Emelinus
- Escalerosia
- Euglenes
- Ganascus
- Gonzalosia
- Gymnoganascus
- Hintonosia
- Megaxenus
- Menorosia
- Mixaderus
- Otolelus
- Phytobaenus
- Pseudananca
- Pseudanidorus
- Pseudariotus
- Pseudolotelus
- Saegerosia
- Scraptogetus
- Syzeton
- Syzetonellus
- Syzetoninus
- Tokiophilus
- Vanonus
- Zarcosia
- Zonantes

## Magyarországon előforduló fajok
Aderus (Westwood, 1829)
Selymes korhóbogár (Aderus populneus) (Creutzer, 1796)
Anidorus (Mulsant & Rey, 1866)
Anidorus nigrinus (Germar, 1831)
Euglenes (Westwood, 1829)
Euglenes oculatus (Paykull, 1798)
Euglenes pygmaeus (De Geer, 1774)
Otolelus (Mroczkowski in Burakowski & al., 1987)
Deres korhóbogár (Otolelus pruinosus) (Kiesenwetter, 1861)
Phytobaenus (Sahlberg, 1834)
Északi korhóbogár (Phytobaenus amabilis) (Sahlberg, 1834)

## Fordítás
- Ez a szócikk részben vagy egészben  az   Aderidae című angol Wikipédia-szócikk fordításán alapul.  Az eredeti cikk szerkesztőit annak laptörténete sorolja fel. Ez a jelzés csupán a megfogalmazás eredetét és a szerzői jogokat jelzi, nem szolgál a cikkben szereplő információk forrásmegjelöléseként.